# 야엘 셸비아
야엘 셸비아(히브리어:  יעל שלביה כהן, 영어: Yael Shelbia, 2001년 8월 31일 ~ )는 이스라엘의 모델, 배우이다.